# نيكون دي 300 اس
نيكون دي 300 اس (بالإنجليزية: Nikon D300S)‏ كاميرا احترافية من إنتاج شركة نيكون 12.3 ميجا بيكسل وقد طرحت في السوق في صيف 12.3